# Service2media
Service2media var ett mjukvaruföretag med fokus på appar och smart telefoni verksamt i Europa, USA och Mellanöstern och med säte i Nederländerna. Totalt hade företaget över 200 anställda i bland annat Nederländerna, USA, Storbritannien, Spanien och Förenade Arabemiraten. Omsättningen uppgick som mest till ca 11 miljoner euro (2010). [1]
Med flera multi-nationella företag och kontor på flera olika orter runt om i världen är man en av de största inom app-utveckling och mobilitet. Bland kunderna finns Al Jazeera, CNN, Reed Elsevier, Rabobank, SNS Bank, UPC, RTL, och CRV.

Geert Kolthof och Peter Broekroelofs, företagets huvudägare och grundare, med ett förflutet i bland annat Logica, betraktas som pionjärer i mobilbranschen. 
Service2media gick i konkurs 2015 och köptes därefter upp av nederländska CM Telecom.